# Loweria tephrochroa
Loweria tephrochroa är en fjärilsart som beskrevs av Oswald Beltram Lower 1903. Loweria tephrochroa ingår i släktet Loweria och familjen mätare. Inga underarter finns listade i Catalogue of Life.